# Stare Miasto (Powiat Koniński)
Stare Miasto (deutsch Stare Miasto, 1943–1945 Altstädtel, älter Altstadt) ist ein Dorf und Sitz der gleichnamigen Landgemeinde im Powiat Koniński der Wojewodschaft Großpolen in Polen.